# Kom-Gletscher
Der Kom-Gletscher (bulgarisch ледник Ком lednik Kom) ist ein 10 km langer und 8 km breiter Gletscher an der Fallières-Küste des Grahamlands im Norden der Antarktischen Halbinsel. Er liegt südlich des Forbes-Gletschers und fließt von der Westseite des Hemimont Plateau in westlicher Richtung zwischen dem Mercury Ridge und dem Zhefarovich Crag zur Square Bay, in die er nördlich des Swithinbank-Gletschers mündet.
Britische Wissenschaftler kartierten ihn 1978. Die bulgarische Kommission für Antarktische Geographische Namen benannte ihn 2016 nach dem Berg Kom im bulgarischen Teil des Balkangebirges.